# اکساکوسالی، ترسوس
اکساکوسالی، ترسوس (به لاتین: Akçakocalı, Tarsus) یک منطقهٔ مسکونی در ترکیه است که در استان مرسین واقع شده‌است.

## خصوصیات
اکساکوسالی ۷۴ نفر جمعیت دارد و ۷۰ متر بالاتر از سطح دریا واقع شده‌است.